# Tomasz Sójka
Tomasz Sójka (ur. 13 czerwca 1975) – polski prawnik, adwokat, profesor nauk społecznych w dyscyplinie nauki prawne, specjalista w zakresie prawa cywilnego, prawa spółek i rynku kapitałowego, profesor Uniwersytetu im. Adama Mickiewicza w Poznaniu.

## Życiorys
Uczęszczał do LO św. Marii Magdaleny w Poznaniu. Studia prawnicze ukończył na Wydziale Prawa i Administracji UAM. W 2003 uzyskał stopień doktorski na podstawie pracy pt. Umorzenie akcji (promotorem był Jacek Napierała). Habilitował się w 2013 na podstawie oceny dorobku naukowego i rozprawy Umowa objęcia akcji. Pracuje na stanowisku profesora w Katedrze Prawa Cywilnego, Handlowego i Ubezpieczeniowego Wydziału Prawa i Administracji UAM. W 2020 uzyskał tytuł naukowy profesora nauk społecznych w dyscyplinie nauki prawne.
W latach 2003–2018 partner w kancelarii prawnej Sójka Maciak Mataczyński (SMM Legal).
Odbywał stypendia na Uniwersytecie Oksfordzkim, a także w Chicago (DePaul University) oraz Hadze (Instytut TMC Assera). W latach 2006–2008 był członkiem rady nadzorczej Giełdy Papierów Wartościowych w Warszawie. Był prezesem Stowarzyszenia Wychowanków i Przyjaciół Gimnazjum i Liceum św. Marii Magdaleny w Poznaniu. Zasiada w radzie nadzorczej Instytutu Allerhanda. Od stycznia 2015 członek kolegium redakcyjnego „Palestry”.
W 2021 został koordynatorem tworzenia struktur partii Polska 2050 w województwie wielkopolskim, ale nie został jej członkiem.
6 lutego 2024 powołany na członka rady nadzorczej Orlen S.A. i delegowany do czasowego pełnienia obowiązków członka zarządu tej spółki. Trzy dni później, po serii artykułów prasowych zarzucających m.in. upolitycznienie spółek Skarbu Państwa, marszałek Sejmu RP i przewodniczący Polski 2050 Szymon Hołownia zapowiedział, że Sójka zrezygnuje z pełnionej funkcji. 9 lutego 2024 Sójka złożył rezygnację z udziału w radzie nadzorczej Orlenu z dniem 16 lutego 2024, powołując się „na dobro spółki i jej interesariuszy”.
Prowadzi bloga: sojkatomasz.pl poświęconego nowym technologiom, gospodarce i regulacjom życia gospodarczego. Publikuje w „Rzeczpospolitej” na tematy związane z wpływem nowych technologii na rzeczywistość społeczną.

## Wybrane publikacje
- Umorzenie akcji, wyd. 2004, ISBN 83-7333-338-X.
- Instytucje prawne dyrektywy kapitałowej (współredaktor wraz z M. Cejmerem i J. Napierałą), wyd. 2004, ISBN 83-7333-395-9.
- Corporate governance (współredaktor wraz z M. Cejmerem i J. Napierałą), wyd. 2006, ISBN 83-7444-422-3.
- Obowiązki informacyjne spółek publicznych i odpowiedzialność cywilna za ich naruszenie, wyd. 2008, ISBN 978-83-7601-033-5.
- Spółki zagraniczne w Polsce (współredaktor wraz z M. Cejmerem i J. Napierałą), wyd. 2008, ISBN 978-83-7526-822-5.
- Umowa objęcia akcji, wyd. 2012, ISBN 978-83-264-3803-5.
- Prawo rynku kapitałowego (red.), wyd. 2015, ISBN 978-83-264-8047-8.
- Uprawnienia organizacyjne obligatariuszy, wyd. 2018 ISBN-13, 978-83-815-8005-2
- Obrót instrumentami finansowymi. Komentarz, wyd. 2022 (red.), ISBN-13, 978-83-8328-024-0.
- ponadto artykuły publikowane w czasopismach prawniczych, m.in. w „Ruchu Prawniczym, Ekonomicznym i Socjologicznym”[2]